# Ерик Карл
Ерик Карл (на английски: Eric Carle) е американски дизайнер, илюстратор на детски книги и писател на произведения в жанра детска литература.

## Биография и творчество
Ерик Карл е роден на 25 юни 1929 г. в Сиракюз, Ню Йорк, САЩ, в семейството на немските емигранти Ерих У. Карл, държавен служител, и Йохана Оелшлагер. Когато е шестгодишен, майка му поради носталгия за Германия, води семейството обратно в Щутгарт. Там той завършва завършва местното училище по изкуства и Държавната академия за изящни изкуства. Баща му е мобилизиран в германската армия в началото на Втората световна война и е пленен от съветските сили, когато Германия капитулира през май 1945 г. Завръща у дома в края на 1947 г., психологически r физически съсипан. По време на войната Карл е изпратена в малкото градче Швенинген, за да избяга от бомбардировките на Щутгарт. На 15 години е мобилизиран с други младежи за копаене на окопи на линията „Зигфрид“.
Преследвайки мечта си да се върне в САЩ, през 1952 г. успява да стигне до Ню Йорк само със спестени 40 долара и получава работа като графичен дизайнер в отдела за промоции на „Ню Йорк Таймс“. По време на Корейската война е мобилизиран и е разположен в Германия с 2-ра бронирана дивизия като пощенски служител. След демобилизацията се връща на старата си работа в „Ню Йорк Таймс“. По-късно става арт директор на рекламна агенция на фармацевтична фирма.
Педагогът и автор Бил Мартин младши забеляза илюстрацията му за реклама на червен омар, и го моли да сътрудничи на книга с картинки. Той решава да го направи, желаейки книжката да е по-интересна за децата. Книжката с негови илюстрации „Кафява мечка, кафява мечка, какво виждаш?“ е публикувана през 1967 г. и става бестселър. С това стартира кариерата му на илюстратор и скоро той започва да пише и илюстрира собствените си истории. Първата му книга „1, 2, 3 в зоологическата градина“ е издадена през 1968 г.
През 1969 г. е издадена най-популярната му книга за деца – „Много гладната гъсеница“. В тази образователно-забавна история описва пътя на малката ненаситната гъсеница, която хранейки се с една ябълка, две сливи, три круши и т.н. и показва дните от седмицата, и представя жизненият ѝ цикъл и метаморфозите, през които минава живота ѝ, докато се превърне в красива пеперуда. Книгата е преведена на над 60 езика по света и е издадена в над 50 милиона копия. Екранизирана е в едноименни късометражни филми.
Илюстрациите на произведенията му са създадени като колаж, използвайки ръчно рисувани хартии, които той изрязва и наслагва, за да образува ярки и цветни изображения. Заедно със своите произведения е илюстрирал над 70 книги за деца. Много от книгите му имат допълнително измерение – изрязани страници, мигащи светлини като в книгата „Много самотната светулка“, дори реалистичния звук на песента на щурец като в книгата „Много тихият щурец“. Темите на неговите истории обикновено са извлечени от природата и са вдъхновени от разходките в нея.
За произведенията си в детската литература е удостоен с многобройни награди, включително наградата за японска картинна книга, медала Regina и наградата за цялостно творчество от Обществото на илюстраторите. През 2003 г. Американската библиотечна асоциация го награждава с двугодишния медал „Лора Инголс Уайлдър“ (сега – Награда за детско литературно наследство), награда за писатели или илюстратори на детски книги, публикувани в САЩ, които имат траен принос в тази област. Удостоен е с многобройни почетни степени от колежи и университети, включително от колежа „Бейтс“ през 2007 г., от Апалачкия държавен университет през 2013 г., от колежа „Смит“ през 2014 г. и колежа „Уилямс“ през 2016 г. Google отдава почит, на него и на книгата му „Много гладната гъсеница“ като го моли да проектира логото „Google Doodle“, за началната страница на сайта на 20 март 2009 г., в чест на първия ден на пролетта. През 2019 г. скачащият паяк Uroballus carlei, имитиращ гъсеница, е кръстен на него, в чест на 50-ата годишнина от публикуването на книгата „Много гладната гъсеница“ и в чест на 90-ия му рожден ден.
Заедно с втората си съпруга, Барбара Морисън, основават през 2002 г. Музея на изкуството на книгите с картинки на Ерик Карл в Амхърст, който има площ от 4100 м2, и е посветен на изкуството на детските книги.
Ерик Карл умира от бъбречна недостатъчност на 23 май 2021 г. в Нортхемптън, Масачузетс.

## Произведения

### Самостоятелни книги
- 1, 2, 3 to the Zoo (1968)[1][2]
- The Very Hungry Caterpillar (1969)
Много гладната гъсеница, изд. „Funky Books“ (2016), прев.
- Pancakes, Pancakes! (1970)
- The Tiny Seed (1970)
- Do You Want to Be My Friend? (1971)
- Rooster's Off to See the World (1972)
- The Secret Birthday Message (1972)
- Walter the Baker (1972)
- Have You Seen My Cat? (1973)
- I See a Song (1973)
- All About Arthur (1974)
- The Mixed-Up Chameleon (1975)
- The Grouchy Ladybug (1977)
- The Honeybee and the Robber (1981)
- The Very Busy Spider (1984)
- Papa, Please Get the Moon for Me (1986)
- A House for Hermit Crab (1987)
- The Rabbit and the Turtle (1988)
- Animals, Animals (1989)
- The Very Quiet Cricket (1990)
- Dragons, Dragons (1991)
- Draw Me a Star (1992)
- My Apron (1994)
- The Very Lonely Firefly (1995)
- Little Cloud (1996)
- From Head to Toe (1997)
- Hello, Red Fox (1998)
- The Very Clumsy Click Beetle (1999)
- Does a Kangaroo Have a Mother, Too? (2000)
- Dream Snow (2000)
- "Slowly, Slowly, Slowly," Said the Sloth (2002)
- Where Are You Going? To See My Friend! (2003)
- Mister Seahorse (2004)
- 10 Little Rubber Ducks (2005)
- The Artist Who Painted a Blue Horse (2011)
- Friends (2013)
- The Nonsense Show (2015)

### Илюстрации (частично)
- Brown Bear, Brown Bear, What Do You See? (1967)[1][2]
- Tales of the Nimipoo (1970)
- The Boastful Fisherman (1970)
- Feathered Ones and Furry (1971)

### Екранизации
- 1978 The Youth Who Wanted to Shiver
- 1978 Hans in Luck
- 1978 The Fisherman and His Wife
- 1978 The Three Golden Hairs
- 1978 Tom Thumb
- 1993 The Very Hungry Caterpillar and Other Stories – тв филм
- 1993 The World of Eric Carle – тв сериал, 3 епизода
- 2013 The Very Hungry Caterpillar
- 2014 CBeebies Bedtime Story – тв сериал, 1 епизод
- 2015 10 Little Rubber Ducks
- 2015 House for Hermit Crab
- 2020 Gotham Reads – тв сериал, 1 епизод
- 2022 – 2023 The World of Eric Carle – тв сериал, 8 епизода